# 보이스퀸
《보이스퀸》은 대한민국의 종합편성채널 MBN에서 방송되었던 예능 프로그램이다.

## 기획 의도
대한민국 여자 주부를 대상으로 하는 음악 경쟁 프로그램이다.

## 방송 시간
| 방송 채널 | 방송 기간                          | 방송 시간                           | 비고   |
| --------- | ---------------------------------- | ----------------------------------- | ------ |
| MBN       | 2019년 11월 21일 ~ 2020년 1월 23일 | 매주 목요일 밤 9시 50분 ~ 12시 30분 | 10부작 |

## 참가자
다음과 같이 참가자 이름 순서로 정한다.
| 이름                    | 본선   | 본선   | 본선 | 본선   | 준결승 | 결승 | 비고                                                             |
| 이름                    | 1R     | 2R     | 3R   | 4R     | 준결승 | 결승 | 비고                                                             |
| ----------------------- | ------ | ------ | ---- | ------ | ------ | ---- | ---------------------------------------------------------------- |
| 강유진(39세/서울)       |        |        |      |        |        |      |                                                                  |
| 강진선(39세/부천)       | 와일드 |        |      |        |        |      |                                                                  |
| 고나겸(49세/파주)       |        |        |      |        |        |      |                                                                  |
| 김루아(31세/하남)       |        |        |      |        |        |      | 준결승전 9위                                                     |
| 김미영(41세/청주)       |        | 와일드 |      |        |        |      |                                                                  |
| 김보라나(48세/서울)     |        |        |      |        |        |      | 전직 UPT 멤버                                                    |
| 김상월(61세/부산)       |        |        |      |        |        |      |                                                                  |
| 김선영(46세/삼척)       |        |        |      |        |        |      |                                                                  |
| 김세미(32세/인천)       |        |        |      |        |        |      |                                                                  |
| 김수연(49세/순천)       |        |        |      |        |        |      |                                                                  |
| 김시내(45세/서울)       |        |        |      |        |        |      | 혼성그룹 N.O.X. 前 멤버                                          |
| 김신례(35세/익산)       | 와일드 |        |      |        |        |      |                                                                  |
| 김안희(49세/부산)       |        |        |      |        |        |      |                                                                  |
| 김은숙(44세/의정부)     |        |        |      |        |        |      |                                                                  |
| 김은주(50세/거제)       |        |        |      |        |        |      | 김주아                                                           |
| 김호순(32세/천안)       |        |        |      |        |        |      | 쇼핑호스트                                                       |
| 김향순(40세/대전)       |        | 와일드 |      |        |        |      |                                                                  |
| 김혜진(46세/서울)       |        |        |      |        |        |      | 트로트 가수                                                      |
| 나예원(51세/하남)       | 와일드 |        |      |        |        |      |                                                                  |
| 노진영(43세/서울)       |        |        |      |        |        |      |                                                                  |
| 문정옥(53세/용인)       |        | 와일드 |      |        |        |      |                                                                  |
| 박꽃별(36세/서울)       |        |        |      |        |        |      |                                                                  |
| 박미송(52세/대구)       |        |        |      |        |        |      |                                                                  |
| 박연희(58세/대전)       |        |        |      |        |        |      |                                                                  |
| 박은경(47세/영주)       |        |        |      |        |        |      |                                                                  |
| 박은정(42세/화성)       |        |        |      |        |        |      | DJ DOC 백댄서                                                    |
| 박진영(랑쑈)(39세/서울) |        |        |      |        |        |      | 버블시스터즈 멤버, 준결승전 10위                                 |
| 배금(51세/서울)         |        |        |      |        |        |      |                                                                  |
| 배덕순(53세/경기광주)   |        |        |      |        |        |      |                                                                  |
| 배새봄(35세/인제)       |        |        |      |        |        |      |                                                                  |
| 백신혜(39세/김포)       |        |        |      |        |        |      |                                                                  |
| 서젬마(56세/예산)       |        |        |      |        |        |      |                                                                  |
| 성은혜(44세/화성)       |        |        |      |        |        |      | SWAG주부 힙합 유투버                                             |
| 송연경(42세/광명)       |        |        |      |        |        |      |                                                                  |
| 안소정(63세/서울)       |        |        |      |        |        |      | 준결승전 13위                                                    |
| 안이숙(48세/울산)       |        |        |      |        |        |      |                                                                  |
| 야부제니린(27세/김해)   |        |        |      | 와일드 |        |      | 필리핀 결혼이민자, 준결승전 14위                                 |
| 양선의(22세/제주)       |        |        |      |        |        |      | 최연소(22세) 참가자                                              |
| 유수현(64세/서울)       |        |        |      |        |        |      | 최고령(64세) 참가자                                              |
| 유은하(45세/서울)       |        |        |      |        |        |      |                                                                  |
| 윤기화(48세/청주)       |        |        |      |        |        |      |                                                                  |
| 윤은아(54세/의정부)     |        |        |      |        |        |      |                                                                  |
| 이권미(43세/대구)       |        |        |      |        |        |      |                                                                  |
| 이도희(37세/의정부)     |        |        |      |        |        |      | 준결승전 3위                                                     |
| 이미란(62세/군산)       |        |        |      |        |        |      |                                                                  |
| 이미령(54세/군포)       |        |        |      |        |        |      |                                                                  |
| 이미리(34세/김포)       |        | 와일드 |      |        |        |      | 송가인 친구, 경기민요 이수자, 준결승전 12위                      |
| 이복순(60세/서울)       |        |        |      |        |        |      |                                                                  |
| 이서현(30세/제주)       |        |        |      |        |        |      |                                                                  |
| 이세벽(43세/대구)       |        |        |      |        |        |      |                                                                  |
| 이유나(31세/서울)       |        |        |      |        |        |      | 준결승전 11위                                                    |
| 이윤경(35세/양산)       |        |        |      |        |        |      |                                                                  |
| 이주리(32세/남양주)     |        |        |      |        |        |      | 이아시, 걸그룹 주비스 멤버                                       |
| 이찬미(35세/서울)       |        |        |      |        |        |      |                                                                  |
| 이채민(38세/서울)       |        |        |      |        |        |      |                                                                  |
| 이하영(31세/성남)       |        |        |      |        |        |      |                                                                  |
| 이한경(53세/예천)       |        |        |      |        |        |      |                                                                  |
| 이해진(28세/남양주)     | 와일드 | 와일드 |      |        |        |      |                                                                  |
| 이향유(30세/서울)       |        |        |      |        |        |      |                                                                  |
| 이효진(38세/대구)       |        |        |      |        |        |      | 히든싱어(박미경편 준우승)                                        |
| 임현정(54세/서울)       |        |        |      |        |        |      |                                                                  |
| 장한이(33세/대전)       | 와일드 |        |      |        |        |      | 준결승전 공동 1위, 前 YG 연습생 보컬트레이너                     |
| 전영랑(37세/인천)       |        |        |      |        |        |      | 경기민요 명창, 약손 원곡자, 준결승전 8위                         |
| 전영분(63세/부천)       |        |        |      |        |        |      |                                                                  |
| 전초아(41세/서울)       |        |        |      |        |        |      | 불후의 명곡 남긴<어쩌다가> '란'                                  |
| 전혜자(61세/광주광역시) |        |        |      |        |        |      | 아침마당 도전꿈의무대                                            |
| 정수연(35세/서울)       |        |        |      |        |        | 우승 | 준결승전 공동 1위, 우승자                                        |
| 정은주(40세/대구)       |        |        |      |        |        |      | 버클리 장학생으로 선발되었던 재즈 싱어                           |
| 정재윤(52세/서울)       |        |        |      |        |        |      | 뷰티전문가, 개그우먼                                             |
| 조엘라(38세/서울)       |        |        |      |        |        |      | 결혼식당일 1라운드 출연, 난감하네 원곡자, 준결승전 4위, 최종 2위 |
| 주설옥(33세/성남)       |        |        |      |        |        |      | 판타스틱 듀오(임창정편), 준결승전 7위                            |
| 천가연(38세/부산)       |        |        |      |        |        |      |                                                                  |
| 최성은(35세/서울)       |        |        |      | 와일드 |        |      | 보이스코리아2, 준결승전 5위                                      |
| 최세연(45세/남양주)     |        |        |      |        |        |      |                                                                  |
| 최연화(47세/서울)       |        |        |      |        |        |      | 중국 공무원 가수 출신, 준결승전 6위, 최종 3위                    |
| 허서문(31세/서울)       |        |        |      |        |        |      | JTBC 《아는 형님》 前 PD                                         |
| 홍민지(32세/서산)       |        |        |      |        |        |      |                                                                  |
| 홍주현(46세/고양)       |        |        |      |        |        |      |                                                                  |
| 홍주혜(30세/서울)       |        |        |      |        |        |      |                                                                  |
| 황인숙(45세/완도)       |        |        |      |        |        |      | 히든싱어(소찬휘편) 공동 준우승                                   |

## 최종 순위
| 순위        | 이름             | 예명                 | 소속사                                           | 소속그룹                             |
| ----------- | ---------------- | -------------------- | ------------------------------------------------ | ------------------------------------ |
| 1위         | 정수연           | 前레아               | 로이, 前울트라슈퍼에이                           | 前울랄라크루                         |
| Top3(2위)   | 조현지           | 조엘라               | 로이                                             |                                      |
| Top3(3위)   | 최연화           | 前하보미             | 로이, 前소리제작소                               |                                      |
| Top7        | 장한이           | 하니                 | 로이, 브리딩, 前YG, 前아이빅, 前요즘크리에이티브 | 장한이밴드, 前프리스타일             |
| Top7        | 이도희           | 前예도희             | 로이, 아티스트예도, 前제이메이트                 |                                      |
| Top7        | 최성은           |                      | 로이, 前makemymusic, 前로코뮤직                  |                                      |
| Top7        | 주설옥           |                      | 미스터리프랜즈스튜디오, 로이, 前Tenny            |                                      |
| Top14(8위)  | 전영랑           |                      | 메가, 로이                                       |                                      |
| Top14(9위)  | 김루아           |                      | 로이, 킹메이커레이블                             |                                      |
| Top14(10위) | 박진영           | 랑쑈                 | 로이, 베어사운드, 前난다엠, 前티움               | 버블시스터즈, 前비투레이디, 前블랙티 |
| Top14(11위) | 이유나           | 뮤나키               | 로이, 前에어뮤직                                 |                                      |
| Top14(12위) | 이미리           |                      | 로이, 소설                                       |                                      |
| Top14(13위) | 김다영           | 안소정               | 로이                                             |                                      |
| Top14(14위) | 야부제니린       |                      | 로이                                             |                                      |
| Top24(15위) | 강유나           | 강유진               |                                                  |                                      |
| Top24(15위) | 박은정           |                      |                                                  |                                      |
| Top24(15위) | 윤은아           |                      |                                                  |                                      |
| Top24(18위) | 안이숙           | 안유경               | 으라차차예술단                                   |                                      |
| Top24(19위) | 나예원           |                      |                                                  |                                      |
| Top24(20위) | 박연희           |                      |                                                  |                                      |
| Top24(21위) | 김은주           | 김주아               |                                                  |                                      |
| Top24(21위) | 이주리           | 前주리, 前이아시     | 前프로페셔널                                     | 판타모니, 前주비스                   |
| Top24(21위) | 이효진           |                      |                                                  |                                      |
| Top24(21위) | 정은주           |                      | 엠에스, 사우스타운                               | 정은주 재즈 퀄텟                     |
| Top35(25위) | 전영분           |                      |                                                  |                                      |
| Top35(26위) | 문정옥           |                      |                                                  |                                      |
| Top35(27위) | 고나겸           | 前라태경             |                                                  |                                      |
| Top35(27위) | 황인숙           |                      | 빅보스보컬스튜디오                               |                                      |
| Top35(29위) | 김향순           |                      | 킹                                               |                                      |
| Top35(29위) | 전혜자           |                      |                                                  |                                      |
| Top35(31위) | 이해진           | 해진이               |                                                  |                                      |
| Top35(31위) | 최세연           |                      |                                                  |                                      |
| Top35(33위) | 강진선           |                      |                                                  |                                      |
| Top35(33위) | 김미영           |                      |                                                  |                                      |
| Top35(33위) | 김시내           |                      |                                                  | 前C&G                                |
| Top50       | 서젬마           |                      |                                                  |                                      |
| Top50       | 홍민지           |                      | 前SM                                             |                                      |
| Top50       | 이향유           |                      |                                                  |                                      |
| Top50       | 박은경           |                      | EK                                               |                                      |
| Top50       | 이윤경           |                      | 로이, 前국립부산국악원                           |                                      |
| Top50       | 성은혜           | 제니퍼               |                                                  |                                      |
| Top50       | 김은숙           |                      |                                                  |                                      |
| Top50       | 홍주혜           |                      |                                                  |                                      |
| Top50       | 이복순           |                      |                                                  |                                      |
| Top50       | 전초아, 前전애영 | 前란, 前예인, 前초아 | 前에이치스, 前비글, 前아인스, 前IS               | 크리스탈 제이, 에브리데이크리스마스  |
| Top50       | 김신례           |                      |                                                  |                                      |
| Top50       | 이하영           |                      |                                                  |                                      |
| Top50       | 유수현           |                      |                                                  |                                      |
| Top50       | 김선영           |                      |                                                  |                                      |
| Top50       | 배덕순           |                      |                                                  |                                      |
| Top80       | 김보라나         | 보라나               |                                                  | 前업타운                             |
| Top80       | 김상월           |                      | 前오아시스                                       | 前필그림합창단                       |
| Top80       | 김세미           |                      | 로이                                             |                                      |
| Top80       | 김수연           |                      |                                                  |                                      |
| Top80       | 김안희           |                      |                                                  |                                      |
| Top80       | 김혜진           | 김서영               |                                                  |                                      |
| Top80       | 김호순           |                      |                                                  |                                      |
| Top80       | 노진서           | 진영                 |                                                  |                                      |
| Top80       | 박꽃별           |                      |                                                  | 前아이다                             |
| Top80       | 박미송           |                      |                                                  |                                      |
| Top80       | 배금             |                      | 8앤8그룹                                         |                                      |
| Top80       | 배새봄           |                      |                                                  |                                      |
| Top80       | 백신혜           | 신혜                 |                                                  |                                      |
| Top80       | 송연경           | 한유채               | JSKING                                           |                                      |
| Top80       | 양선의           |                      |                                                  |                                      |
| Top80       | 유은하           |                      |                                                  |                                      |
| Top80       | 윤기화           |                      |                                                  |                                      |
| Top80       | 이권미           | 권미, 前이루리       | 대한가수협회                                     | 레드폭스, 前대전KBS어린이합창단      |
| Top80       | 이미란           |                      |                                                  |                                      |
| Top80       | 이미령           |                      | 제이에스비                                       |                                      |
| Top80       | 이서현           |                      |                                                  |                                      |
| Top80       | 이세벽           | 前채명               |                                                  |                                      |
| Top80       | 이찬미           |                      |                                                  |                                      |
| Top80       | 이채민           |                      |                                                  |                                      |
| Top80       | 이한경           |                      |                                                  |                                      |
| Top80       | 임현정           |                      |                                                  |                                      |
| Top80       | 정재윤           |                      |                                                  |                                      |
| Top80       | 천가연           |                      | 前배드보스                                       | 소울 하모니, 前클럽소울              |
| Top80       | 허서문           | [ 5 ]                | 前JTBC, 前채널A                                  |                                      |
| Top80       | 홍주현           | 홍주                 |                                                  | 前김도균밴드, 前프라미스             |

## 진행자
- 강호동

## 퀸메이커[6]
- 태진아 (1~4라운드, 준결승)
- 인순이 (1~4라운드, 준결승)
- 박미경 (1~4라운드, 준결승)
- 김혜연 (1~4라운드, 준결승)
- 김경호 (1~4라운드, 준결승)
- 이상민 (1,2,4라운드, 준결승)
- 윤일상 (1~4라운드, 준결승)
- 남상일 (1~4라운드, 준결승)
- 황제성 (1~4라운드, 준결승)
- 주이 (1~4라운드)
- 유영석 (4라운드,준결승 스페셜 퀸메이커)
- 김종서 (준결승 스페셜 퀸메이커)
- 조관우 (준결승 스페셜 퀸메이커)
- 조장혁 (준결승 스페셜 퀸메이커)
- 더원 (준결승 스페셜 퀸메이커)
- 나르샤 (준결승 스페셜 퀸메이커)

## 에피소드

### 1 ~ 3회 (본선 1라운드)
퀸메이커 10명의 크라운 중 7크라운 이상 획득하면, 다음 라운드에 진출할 수 있다. (80명 참가, 50명 2라운드 진출)
80명 참가자 중 45명이 7크라운 이상을 획득하여 자력으로 2라운드에 진출했고, 7크라운 미만의 35명 중 5명은 와일드카드로 2라운드에 진출하였다.
1라운드 탈락자 중 25명은 방송되지 않았다.
(올크라운 / 탈락자)

- 1회 - 박은정, 김혜진, 이미리, 최성은, 고나겸, 정재윤, 박연희, 윤은아, 배덕순, 전영분, 조엘라, 이주리, 김호순, 김은주, 강유진, 정은주
- 박은정: 에일리 - U&I
  - 김혜진: 장윤정 - 콩깍지
  - 이미리: 김용임- 열두줄
  - 최성은 : 이문세 - 빗속에서
  - 고나겸 : 사랑과 평화 - 얘기할 수 없어요
  - 정재윤 : 양수경 - 사랑은 차가운 유혹
  - 윤은아 : 김지애 - 미스터유
  - 배덕순 : 노사연 - 돌고 돌아가는 길
  - 전영분 : 제임스 브라운- I got you
  - 조엘라: 김추자 - 님은 먼곳에
  - 이주리: 박정현 - 꿈에
  - 김호순 : 다비치 - 8282
  - 김은주 : 윤시내 - 마리아, DJ에게
  - 강유진 : 서지오 - 돌리도
  - 정은주: 한명숙 - 노란 샤쓰 입은 사나이

- 2회 - 이도희, 김세미, 최연화, 허서문, 최세연, 정수연, 나예원, 전영랑, 안소정, 김미영, 홍민지, 김루아, 황인숙, 장한이, 성은혜, 문정옥, 김향순, 이해진, 박진영, 야부제니린, 안이숙, 전혜자, 김시내, 전초아
  - 이도희 : 정미조 - 개여울
  - 김세미 : 장윤정 - 어머나
  - 최연화 : 김용임 - 부초 같은 인생
  - 허서문 : 이정현 - 와
  - 최세연 : 이은하 - 미소를 띄우며 나를 보낸 그 모습처럼
  - 정수연 : 이은미 - 녹턴
  - 나예원 : 김건모 - 빗속의 여인
  - 전영랑 : 박범훈 - 배띄워라
  - 안소정 : 김경호 - 나를 슬프게 하는 사람들
  - 김미영 : 박미경 - 이유같지 않은 이유
  - 홍민지 : 홍진영 - 사랑의 배터리
  - 김루아 : 심수봉 - 비나리
  - 황인숙 : 서문탁 - 사랑 결코 시들지 않는
  - 장한이 : 신효범 - 난 널 사랑해
  - 성은혜 : 제시카 H.O - 인생은 즐거워
  - 문정옥 : 조용필 - 그 겨울의 찻집
  - 김향순 : 노경희 - 님이시여
  - 이해진 : 화요비 - 그런일은
  - 박진영 : 벤 - 열애중
  - 야부제니린 : 윤복희 - 여러분
  - 전혜자 : 이미자 - 황포돗대
  - 김시내 : 루머스 - Storm
  - 전초아 : 전유나 - 너를 사랑하고도

- 3회 - 이향유, 주설옥, 이효진, 김선영, 이하영, 이유나, 이윤경, 이복순, 유수현, 서젬마, 김은숙, 홍주혜, 박은경
  - 이향유 : 린 - My Destiny
  - 주설옥 : 김추자- 봄비
  - 김선영 : 진성 - 가지마
  - 이하영 : 이미자 - 섬마을 선생님
  - 이유나 : 이선희 - 아 옛날이여

- 와일드카드 - 이해진, 장한이, 나예원, 김신례, 강진선

### 3 ~ 5회 (본선 2라운드)
5인 1조, 조별로 경연하여 5인 중 3위까지 다음 라운드에 진출할 수 있다. (50명 참가, 35명 3라운드 진출)
퀸메이커 10명이 각각 점수를 매겨, 최고점과 최저점을 제외한 8명의 점수를 합산한다. (800점 만점)
(통과/탈락자)

3회
- 지옥의 어벤져스 - 안이숙, 김은주, 박진영, 이미리, 문정옥
  - 문정옥 : 김현식 - 기다리겠소
  - 김은주 : 한영애 - 코뿔소
  - 안이숙 : 패티김 - 그대 내 친구여
  - 이미리 : 유지나 - 내 사랑아
  - 박진영 : 김건모 - 아름다운 이별

- 노래만사성 - 안소정, 강진선, 전혜자, 김미영, 김향순
  - 강지선 : 인순이 - 또
  - 김미영 : 조용필 - 미지의 세계
  - 안소정 : 소리새 - 그대 그리고 나
  - 김향순 : 나훈아 - 연락선
  - 전혜자: 남인수 - 추억의 소야곡

- 팔도비빔조 - 박연희, 정은주, 최연화, 서젬마, 홍민지
  - 정은주 : 담배가게 아가씨
  - 홍민지 : 청춘의 덫
  - 최연화 : 기러기 아빠
  - 박연희 : 백설희 - 봄날은 간다
  - 서젬마 : 김태화 - 안녕

4회
- 소울맘네 딸부잣집 - 야부제니린, 전영분, 김루아, 이해진, 이향유
  - 전영분 : 한영애 - 누구없소
  - 야부제니린 : 인순이 - 아버지
  - 이해진 : 장윤정 - 사랑아
  - 이향유 : 샤프 - 연극이 끝난 후
  - 김루아 : 김건모 - 첫인상

- 난감하조 - 장한이, 조엘라, 윤은아, 박은경, 이윤경
  - 이윤경 : 더원 - 사랑아
  - 박은경 : 님과 함께 - 남진
  - 조엘라 : 나훈아 - 어매
  - 윤은아 : 이미자 - 여자의 일생
  - 장한이 : 변진섭 - 너에게로 또 다시

- 에너자이조 - 이도희, 황인숙, 이유나, 성은혜, 김은숙
  - 황인숙 : RMK - 물들어
  - 이유나 : 신해철 - 재즈 카페
  - 김은숙 : 현인 - 꿈속의 사랑
  - 성은혜 : 이정현 - 바꿔
  - 이도희 : 라디 - 엄마

5회
- 방탄주부단 - 정수연, 이주리, 고나겸, 홍주혜, 이복순
  - 고나겸 : 옥즌80 - 물놀이야
  - 홍주혜 : 장윤정 - 초혼
  - 이복순 : 이난영 - 목포의 눈물
  - 정수연 : 김현식 - 비처럼 음악처럼
  - 이주리 : 조덕배 - 꿈에

- 팔방미인 팔색조 - 전영랑, 최세연, 박은정, 전초아, 김신례
  - 전초아 : 이선희 - 여우비
  - 전영랑 : 안예은 - 상사화
  - 김신례 : 최진희 - 천상재희
  - 박은정 : 박진영 - Honey
  - 최세연 : 박미경 - Hot stuff

- 소문난 5공주 - 주설옥, 이효진, 김시내, 이하영, 유수현
  - 주설옥 : 이소라 - 제발
  - 이하영 : 심수봉 - 백만송이 장미
  - 유수현 : 이미자 - 아씨
  - 이효진 : 조용필 - 모나리자
  - 김시내 : 채은옥 - 빗물

- 칠전팔기 불사조 - 최성은, 강유진, 나예원, 김선영, 배덕순
  - 최성은 : 신촌블루스 - 골목길
  - 나예원 : 진성 - 님의 등불
  - 강유진 : 신촌블루스 - 밤열차
  - 김선영 : 조용필 - 일편단심 민들레야
  - 배덕순 : 박경희 - 저 꽃속에 찬란한 빛이

- 와일드카드 - 김미영, 이미리, 김향순, 문정옥, 이해진

### 5 ~ 6회 (본선 3라운드 '강릉대첩')
5인 1조 팀미션 공연, 1위팀 전원 생존, 2,3위팀 1명씩 탈락, 4,5,6위팀 2명씩 탈락, 7위팀 3명 탈락
(35명 참가, 24명 4라운드 진출)
퀸메이커 9인의 점수 합산(900점 만점) + 주부판정단 300인의 점수 합산(900점 만점)한 1800점 만점으로 팀 순위를 정한다.
(탈락자)

5회
- 다섯 불기둥(최종 4위)(총점 1639(퀸메이커 841 + 판정단 798)) - 김은주, 고나겸, 안소정, 이효진, 황인숙
  - 신중현 - 미인
  - 전영록 - 불티
  - 조영남 - 물레방아 인생
  - 송창식 - 고래사냥
  - 윤수일 - 황홀한 고백
  - 티삼스 - 매일 매일 기다려
  - 이문세 - 붉은 노을

- 늴리리맘마(최종 2위)(총점 1679(퀸메이커 844 + 판정단 835)) - 이도희, 나예원, 전영분, 최성은, 정은주
  - Paul Anka - Diana
  - 현미 - 밤안개
  - 심신 - 오직 하나뿐인 그대
  - 혜은이 - 열정
  - 나훈아 - 홍시

- 소리퀸즈(최종 1위)(총점 1687(퀸메이커 872 + 판정단 815)) - 조엘라, 이미리, 전영랑, 박연희, 이유나
  - 김도향 - 난 참 바보처럼 살았군요
  - 한복남 - 빈대떡 신사
  - 조용필 - 못찾겠다 꾀꼬리
  - 진성 - 안동역에서
  - 판소리 춘향가 中 - 사랑가
  - 윤수현 - 천태만상

6회
- 추억의배터리(최종 7위)(총점 1568(퀸메이커 811 + 판정단 757)) - 강진선, 박은정, 김루아, 김미영, 김시내
  - 박남정 - 비에 스친 날들
  - 장혜리 - 추억의 발라드
  - 설운도 - 사랑의 트위스트
  - 현숙 - 정말로
  - 엄정화 - 배반의 장미

- 성난돌고래(최종 6위)(총점 1574(퀸메이커 831 + 판정단 743)) - 이해진, 주설옥, 박진영, 최세연, 장한이
  - 양혜승 - 화려한 싱글
  - 김현정 - 멍
  - 한혜진 - 서울의 밤
  - 김건모 - 뻐꾸기 둥지위로 날아간 새
  - 유미리 - 젊음의 노트
  - 김광석 - 어느 60대 노부부 이야기

- 드럼통타이거(최종 3위)(총점 1675(퀸메이커 845 + 판정단 830)) - 야부제니린, 문정옥, 이주리, 정수연, 안이숙
  - 이승철 - 소녀시대
  - 높은음자리 - 바다에 누워
  - 정수라 - 환희
  - 진주 - 난 괜찮아
  - 전인권 - 걱정 말아요 그대

- 뽕자매들(최종 5위)(총점 1576(퀸메이커 831 + 판정단 745)) - 김향순, 강유진, 윤은아, 전혜자, 최연화
  - 김혜연 - 서울 대전 대구 부산
  - 한혜진 - 너는 내 남자
  - 김용임 - 사랑님
  - 한정무 - 꿈에 본 내 고향
  - 나훈아 - 청춘을 돌려다오
  - 김연자 - 아모르 파티

### 7 ~ 8회 (본선 4라운드)
1대1 KO 매치, 승자가 준결승 진출(24명 참가, 14명 준결승 진출)
스페셜 퀸메이커 유영석 참여로 퀸메이커는 총 11명, 퀸메이커가 1대1 경연을 본 후 각각 투표하여 1대1 대결의 승자를 선정
참가자들의 보컬멘토로 조장혁, 더원 참여
(통과/탈락)
7회
- 박연희(1) vs 정수연(10)
  - 박연희 : 이미자 - 동백아가씨
  - 정수연 : 임희숙 - 내 하나의 사람은 가고

- 강유진(5) vs 전영랑(6)
  - 강유진 : 서울시스터즈 - 첫차
  - 전영랑 : 한오백년

- 야부제니린(5) vs 장한이(6)
  - 야부제니린 : 조수미 - 나 가거든
  - 장한이 : 송창식 - 사랑이야

- 윤은아(5) vs 최연화(6)
  - 윤은아 : 현철 - 봉선화 연정
  - 최연화 : 주현미 - 정말 좋았네

- 조엘라(8) vs 최성은(3)
  - 조엘라 : 차지연 - 살다보면
  - 최성은 : 나미 - 슬픈 연인

- 정은주(0) vs 안소정(11)
  - 정은주 : 안정애 - 대전 블루스
  - 안소정 : 패티김 - 가을을 남기고 간 사랑

- 김루아(9) vs 나예원(2)
  - 김루아 : 마마무 - 피아노 맨
  - 김루아 : 이은하 - 겨울 장미

8회
- 김은주(0) vs 박진영(11)
  - 김은주 : Bad Case of Loving You
  - 박진영 : 사랑비

- 이미리(6) vs 박은정(5)
  - 이미리 : 창부타령 & 사설난봉가
  - 박은정 : 보고싶다

- 이효진(0) vs 이도희(11)
  - 이효진 : 비상
  - 이도희 : 가시나무

- 안이숙(3) vs 주설옥(8)
  - 안이숙 : 바램
  - 주설옥 : 립스틱 짙게 바르고

- 이주리(0) vs 이유나(11)
  - 이주리 : Lonely Night
  - 이유나 : Proud Mary

- 와일드카드 - 최성은, 야부제니린

### 8 ~ 9회 (준결승)
듀엣 미션 + 솔로 미션 경연하여, 합산 총점이 높은순으로 7명이 결승에 진출 (14명 참가, 7명 결승 진출)
듀엣 미션(1500점) + 솔로 미션(1500점)으로 총점 3000점 만점
스페셜 퀸메이커 5명(김종서, 조관우, 조장혁, 더원, 나르샤)이 합류하여 준결승전의 퀸메이커는 총 15명이며,
퀸메이커가 듀엣 미션과 솔로 미션을 각각 심사한다.
듀엣 미션팀
- 전영랑, 김루아 (1418점, 4위)
  - 전영랑&김루아 : 홍보가 기가 막혀
    - 전영랑 : 칠갑산
    - 김루아 : 추억의 책장을 넘기면
- 안소정, 야부제니린 (1378점, 7위)[7]
  - 안소정&야부제니린 : 사랑보다 깊은 상처
    - 야부제니린 : I Will Always Love You
    - 안소정 : 비와 당신
- 최연화, 이미리 (1401점, 6위)[8]
  - 최연화&이미리 : 얄미운 사람
    - 이미리 : 신 사랑고개
    - 최연화 : 처녀 뱃사공
- 주설옥, 이유나 (1427점, 3위)
  - 주설옥&이유나 : 카스바의 여인
    - 주설옥 : 희야
    - 이유나 : 꿈
- 정수연, 장한이 (1461점, 1위)
  - 정수연&장한이 : 기억 속의 먼 그대에게
    - 정수연 : 홀로 된다는 것
    - 장한이 : 내 아픔 아시는 당신께
- 박진영, 조엘라 (1412점, 5위)
  - 박진영&조엘라 : 타타타
    - 박진영 : 미안해요
    - 조엘라 : 님
- 이도희, 최성은 (1429점, 2위)
  - 이도희&최성은 : 이 밤이 지나면
    - 최성은 : 멍에
    - 이도희 : 사람 그 쓸쓸함에 대하여

개인별 점수
- 김루아 : 듀엣 1418 + 솔로 1384 = 2802점 ; 9위
- 박진영 : 듀엣 1412 + 솔로 1380 = 2792점 ; 10위
- 안소정 : 듀엣 1378 + 솔로 1340 = 2718점 ; 13위
- 야부제니린 : 듀엣 1378 + 솔로 1317 = 2695점 ; 14위
- 이도희 : 듀엣 1429 + 솔로 1480 = 2909점 ; 3위 결승 진출
- 이미리 : 듀엣 1401 + 솔로 1360 = 2761점 ; 12위
- 이유나 : 듀엣 1427 + 솔로 1388 = 2765점 ; 11위[9]
- 장한이 : 듀엣 1461 + 솔로 1467 = 2928점 ; 공동1위 결승 진출
- 전영랑 : 듀엣 1418 + 솔로 1386 = 2804점 ; 8위
- 정수연 : 듀엣 1461 + 솔로 1467 = 2928점 ; 공동1위 결승 진출
- 조엘라 : 듀엣 1412 + 솔로 1460 = 2872점 ; 4위 결승 진출
- 주설옥 : 듀엣 1427 + 솔로 1387 = 2814점 ; 7위 결승 진출
- 최성은 : 듀엣 1429 + 솔로 1429 = 2858점 ; 5위 결승 진출
- 최연화 : 듀엣 1401 + 솔로 1443 = 2844점 ; 6위 결승 진출

### 10회 (결승)

#### 결승 1라운드
(7명 참가)
1차 듀엣곡
- 최연화&김용임 : 부초 같은 인생
- 최성은&최진희 : 우린 너무 쉽게 헤어졌어요
- 조엘라&전영록 : 저녁놀
- 이도희&차지연 : 말하는 대로
- 장한이&조장혁 : LOVE
- 주설옥&우순실 : 잃어버린 우산
- 정수연&더원 : 사랑아

축하무대
- 박연희 : 낭만에 대하여
- 정은주 : 대전 블루스
- 이미리&윤은아&강유진 : 내 나이가 어때서
- 김은주&고나겸 : 해야

2차 경연곡
- 장한이 : 세상이 그대를 속일지라도
- 최성은 : 그것만이 내 세상
- 이도희 : 세월이 가면
- 조엘라 : 가슴앓이
- 주설옥 : 이별의 그늘
- 정수연 : 묻어버린 아픔
- 최연화 : 불효자는 웁니다

스페셜 무대
- 장사익 : 봄날은 간다 & 꽃구경

결승1라운드 순위
- 1위 : 정수연, 장한이 (공동)
- 3위 : 이도희
- 4위 : 조엘라
- 5위 : 최성은
- 6위 : 최연화
- 7위 : 주설옥

#### 결승 2라운드
(3명 참가, 4명 탈락자)
- 경연 주제곡 : 나의 어머니
  - 최연화 : 우리 어머니
  - 정수연 : 엄마
  - 조엘라 : 잃어버린 30년

결승 2라운드 순위 & 총점
- 1위 정수연 : 2765점 (우승)
- 2위 조엘라 : 2595점 (준우승)
- 3위 최연화 : 2502점 (3위)

## 시청률
최저 시청률과 최고 시청률은 시청률 조사회사와 지역별로 시청률에 차이가 있을 수 있습니다.

### 2019년
| 회차 | 방송일    | 시청률         |
| 회차 | 방송일    | AGB 닐슨(전국) |
| ---- | --------- | -------------- |
| 1회  | 11월 21일 | 5.302%         |
| 2회  | 11월 28일 | 7.507%         |
| 3회  | 12월 5일  | 8.102%         |
| 4회  | 12월 12일 | 8.588%         |
| 5회  | 12월 19일 | 8.106%         |
| 6회  | 12월 26일 | 8.384%         |

### 2020년
| 회차 | 방송일   | 시청률         |
| 회차 | 방송일   | AGB 닐슨(전국) |
| ---- | -------- | -------------- |
| 7회  | 1월 2일  | 7.939%         |
| 8회  | 1월 9일  | 6.138%         |
| 9회  | 1월 16일 | 6.102%         |
| 10회 | 1월 23일 | 6.993%         |

## 제작진
- 책임프로듀서 : 권오용
- 연출 : 송상엽, 윤세영, 김영도, 김우진, 김인지, 주희진, 김선준, 조은서, 이유나
- 외주 연출 : 앤미디어

## 우승 혜택
- 우승상금 5,000만원

## 참고 사항
- 2019년 6월에 참가자 모집을 시작하였으며, 8 ·9월에 수많은 참가자들의 예선을 통해 80명의 본선(도전자) 진출되었다.

## 동일 소재 프로그램

### 서바이벌 오디션
- 슈퍼스타K 시리즈 (Mnet)
- 스타 오디션 위대한 탄생 시리즈 (MBC 예능본부 제작)
- K팝스타 시리즈 (SBS 예능본부 제작)
- Show Me The Money 시리즈 (Mnet)
- 슈퍼스타 서바이벌 (2006, SBS 예능본부 제작)
- PRODUCE 101 (2016, Mnet)
- PRODUCE 101 시즌 2 (2017, Mnet)
- PRODUCE 48 (2018, Mnet)
- PRODUCE X 101 (2019, Mnet)
- 소년24 (2016, Mnet)
- 아이돌학교 (2017, Mnet)
- 아이돌 리부팅 프로젝트 더 유닛 (2017, KBS 예능본부 제작)
- 믹스나인 (2017, JTBC)
- 언더나인틴 (2018, MBC 예능본부 제작)
- 슈퍼밴드 (2019, JTBC)
- 내일은 미스트롯 (2019, TV조선 예능본부 제작)
- 내일은 미스트롯 2 (2020, TV조선 예능본부 제작)
- 내일은 미스터트롯 (2020, TV조선 예능본부 제작)
- 트롯신이 떴다 (2020, SBS 예능본부 제작)
- 트로트퀸 (2020, MBN)
- I-LAND (2020, Mnet)
- 트로트의 민족 (2020, MBC 예능본부 제작)
- 트롯 전국체전 (2020, KBS 예능본부 제작)
- 보이스킹 (2021, MBN)

### 트로트 소재 예능
- 트로트 엑스 (2014, Mnet)
- 놀면 뭐하니? - 뽕포유 (2019, MBC 예능본부)
- 나는 트로트 가수다 (2020, MBC 에브리원)
- 트롯신이 떴다 (2020, SBS 예능본부 제작)
- 보이스 트롯 (2020, MBN)

## 같이 보기
- 트로트퀸
- 라스트 싱어
- 보이스 트롯
- 내일은 미스트롯
- 내일은 미스트롯 2
- 나는 트로트 가수다
- 트롯신이 떴다